# Bienvenidos al sur
Bienvenidos al sur es el segundo álbum de la banda chilena Keko Yoma, publicado en 2010. Este álbum fue lanzado el 16 de noviembre de 2010 gratis bajo licencia Creative Commons, en la plataforma Jamendo.

## Lista de canciones
1. "You have to buy" - 3:36
2. "El candidato" - 2:44
3. "Manager" - 3:17
4. "Keko style" - 3:23
5. "Ven michu michu" - 3:42
6. "Valparaíso" - 4:21
7. "El desatinao cowboy" - 2:20
8. "Bienvenidos al sur" - 4:05
9. "Siempre hay una opción" - 4:22
10. "Bienvenido Don Ramón, es el Chavo el que te busca" - 1:10
11. "Pa'elante" - 2:57
12. "Mataderos transparentes" - 2:48